# Муласарвастивада
Муласарвастивада (санскр. मूलसर्वास्तिवाद) была одной из ранних буддийских школ Индии. Истоки Муласарвастивады и её связи с сектой Сарвастивада до сих пор остаются в значительной степени неизвестными, хотя существуют различные теории. Виная линии Муласарвастивады была сохранена тибетцами и монголами до настоящего времени, хотя в настоящее время, только Муласарвастивадинские Бхикшу существуют — линия Бхиккуни была утеряна.

## История

### В Индии
Отношение школы Муласарвастивады к школе Сарвастивада это спорный вопрос; современные ученые склоняются к их классификации как к независимой. Ицзин утверждал, что они получили своё название вследствие отделения от школы Сарвастивада, но Будон Ринчендуб заявил, что название было данью уважения Сарвастивады как «Корень» (Мула) всех буддийских школ. Количество теорий позиционируется академиками как две взаимосвязанные, которые Бхикку Суджато резюмировал следующим образом:
Неопределённость вокруг этой школы привела к ряду гипотез. Теория Фраувальнера считает,что Виная Муласарвастивады является дисциплинарным кодексом ранней Буддийской общины основанной в городе Матхура, которая была достаточно независимой как монашеская община Сарвастивадинов в Кашмире (хотя конечно это не означает, что они имели разные точки зрения на доктрину). Ламотт, противостоя Фраувальнеру, что Виная Муласарвастивады была поздней Кашмирской компиляцией созданной для завершения Сарвастивадинской Винаи. Вардер предполагает что Муласарвастивадины были поздним развитием Сарвастивады, основными введениями были литературными, составление большой Винаи и Саддхармасмритиупастхана Сутры, которая содержала раннюю доктрину,  но донесла до нашего времени стиль с современными литературными разработками. Эномото выступает против всех этих теория заявляя Сарвастивадины и Муласарвастивадины это одно и то же. Между тем, Виллемен, Десайн, и Кокс разработали теорию о том, что Саутрантика, филиал внутри Сарвастивадинских школ, появившийся в Гандхаре и Бактрии в 200-х годах н. э. Хотя они были ранней группой, они временно утратили позиции в Кашмире, школа Вайбхашика  влияла на политические решения Канишки. В последующие годы Саутрантики стали известны как Муласарвастивадины, и восстановили положение. В другом месте учитываются причины несогласия с теориями Эномото, Виллемена и др. Ни Вардер, ни Ламотт не имеют достаточных доказательств для подтверждения своих теорий. Наибольшее согласие вызывает теория Фраувалльнера, которая в этом отношении выдержала испытание временем.
По словам Грегори Шопена, Муласарвастивада появилась во втором веке нашей эры и пришла в упадок в Индии в VII веке.

### В Шривиджае
В седьмом веке, Ицзин пишет что Муласарвастивада была известна по всему царству Шривиджая (в настоящее время Индонезия). Ицзин останавливался в Шривиджае на шесть-семь лет, за это время он изучил санскрит и перевёл тексты Санскрита на Китайский язык. Ицзин утверждал, что Виная Муласарвастивады была почти повсеместно принята в этой области Он пишет что изучение объектов, а также правил и обрядов, по существу точно такое же в этом регионе как и в Индии.. Ицзин отметил, что эти острова в основном придерживаются традиции Хинаяны, но пишет, что Малайское королевство включило в учение трактаты Махаяны, такие как Йогачара-бхуми-шастра[что?].

## Линия Винаи
Виная Муласарвастивады одна из трёх сохранившихся линий Винаи, наряду с линиями школ Дхармагуптака и Тхеравада. Тибетский император Ральпакан свёл Буддийское посвящение к Винае Муласарвастивады. Как Монгольский Буддизм появился из Тибета, Монгольское посвящение следует этому положению так же.
Виная Муласарвастивады сохранилась в Тибете (перевод IX века) и в Китае (перевод VIII века), и в некоторой степени на оригинале санскрита.